# Emigrazione ticinese
I ticinesi hanno sempre dovuto emigrare poiché le risorse locali erano insufficienti per soddisfare i bisogni di tutta la popolazione.
Sovente l'emigrazione era stagionale o temporanea. Si andava a lavorare a Milano o nelle altre città italiane e poi si ritornava alla fine della stagione. Con lo sviluppo dei trasporti troviamo ticinesi anche in Francia, Gran Bretagna e altri paesi europei. Talvolta il soggiorno all'estero si prolungava per diversi anni e diventava definitivo.

## Descrizione

### In Europa
La penisola italiana è stata per diversi secoli la principale e sovente unica meta dell'emigrazione stagionale.
Nel settore edile, i ticinesi lavoravano come muratori, tagliapietra, capimastri, stuccatori o scultori. I maestri comacini sono i più famosi artisti del Ticino e della Lombardia durante il Medio evo. Nel XVI secolo gli architetti Domenico Fontana, Carlo Maderno e Francesco Borromini si illustrano a Roma per le loro costruzioni. Più tardi troviamo numerosi architetti ticinesi in Russia (Domenico Trezzini, Antonio Adamini, Domenico Gilardi, Giorgio Ruggia).
Nel commercio i bleniesi sono cioccolatai a Milano, marronai in diverse città (fra cui Lione e Parigi) e albergatori, in particolare a Londra.
Nel settore dei servizi i mestieri esercitati all'estero sono facchini, camerieri, ramai (dalla Val Colla), arrotini, vetrai (da Claro), fornaciai (dal Malcantone), spazzacamini (dalla valle Onsernone). Gli adulti erano talvolta accompagnati da giovani ragazzi che dovevano occuparsi di lavori pericolosi e malsani. Un esempio tipico era quello degli spazzacamini.
Nella prima metà dell'Ottocento i ticinesi in Italia erano circa diecimila e più di diecimila emigravano ogni anno nei diversi paesi europei. Nel 1858 i ticinesi iscritti all'ambasciata di Parigi erano quasi ottomila.
Nel 1853 il generale Radetzky, governatore del Regno lombardo-veneto, ordina l'espulsione dei ticinesi e la chiusura della frontiera. Più di 6000 ticinesi furono espulsi e ciò provocò una crisi in Ticino. Bisognava occuparsi di tutte queste persone senza lavoro. La misura fu revocata due anni più tardi.

### In California
L'emigrazione ticinese verso la California durante il XIX secolo è cominciata con la scoperta dell'oro. I primi due ticinesi furono dei leventinesi che arrivano a San Francisco nel 1849. Negli anni successivi il numero di emigranti aumenta e varia da meno di cento fino a diverse centinaia. La maggioranza proveniva dalle valli superiori del Ticino, soprattutto dalla Valle Maggia e dalla Valle Leventina. Sovente il comune o il patriziato prestavano i soldi per il viaggio . Bisognava allora ipotecare le proprietà possedute o fare un prestito privato. L'emigrante si rivolgeva ad un'agenzia di viaggio  e firmava un contratto dove si precisava il percorso e il vitto. Bisognava prendere la diligenza e spesso attraversare il passo del San Gottardo a piedi. A Lucerna si poteva prendere la ferrovia.
I porti marittimi utilizzati erano Le Havre, Amburgo e Anversa ma capitava di andare prima a Londra e lavorare qualche tempo allo scopo di poter poi emigrare in America (quando si avevano i soldi per il viaggio).
Il viaggio durava diversi mesi poiché bisognava raggirare il Continente sudamericano o sbarcare a Colón e attraversare l'istmo di Panama. Nel 1861 un emigrato scrive di aver impiegato tre mesi per arrivare in California. Nel 1869 la costruzione della ferrovia che andava da New York a San Francisco raccorciò notevolmente la durata del viaggio.
L'espulsione dei ticinesi dal Regno lombardo-veneto provocò un forte aumento dell'emigrazione verso la California.
La congiuntura economica e gli eventi politici e climatici influenzano molto il flusso di emigranti. Per il Ticino, oltre alla chiusura della frontiera ci sono le vicissitudini politiche locali, le inondazioni che distruggono i campi e le strade e le facilitazioni di viaggio. Negli Stati Uniti, la guerra di secessione e le diverse crisi economiche sono un freno all'emigrazione.
Analizzando i fogli del censimento californiano del 1870, Perret  trova 882 ticinesi ma precisa che il numero vero era forse il doppio . Nel 1930 la popolazione delle colonie ticinesi in California secondo il censimento americano era di circa 20000 su un totale di 5 677 251 californiani. Il numero totale di ticinesi che si sono recati in California è molto più grande poiché le persone ritornate in patria non figurano nel censimento del 1930.
La stragrande maggioranza dei ticinesi si occupa dell'allevamento del bestiame e della produzione di latte. Nei racconti degli emigranti si parla sovente del duro lavoro dei mungitori che si dovevano occupare di un grande numero di mucche. I ranch californiani erano molto più estesi delle aziende agricole alpine. In inverno capitava che non c'era più lavoro e allora bisognava cercare un'altra occupazione nelle segherie o nelle industrie.
Sovente l'emigrato cominciava come vaccaio ma poi con i risparmi e un credito bancario acquistava un piccolo ranch. Nel 1896 fu fondata la Banca Svizzera Americana con sede a Locarno e agenzie a San Francisco e San Luis Obispo allo scopo di raccogliere i risparmi dei ticinesi. Nel 1909 l'agenzia di San Francisco divenne un istituto autonomo.
I minatori erano poco numerosi, soprattutto dopo l'esaurimento dei filoni auriferi.
L'emigrazione ticinese è completamente cessata dopo l'ultima guerra mondiale. La seconda e soprattutto la terza generazione si sono assimilati nella popolazione locale secondo il fenomeno del melting pot. Il dialetto ticinese e la lingua italiana sono abbandonate. Gli agricoltori sono diventati una minoranza. I discendenti degli emigranti esercitano i più diversi mestieri e sono disseminati su tutto il territorio californiano e oltre le Montagne Rocciose. I cognomi delle famiglie, i nomi delle strade e le lapidi dei cimiteri sono i principali segni odierni dell'emigrazione ticinese.
L'emigrazione ha portato ad uno squilibrio demografico nei piccoli paesi di montagna e a un abbandono dei pascoli più difficili. D'altro lato, i versamenti e i doni degli emigrati hanno contribuito al rinnovo di case ed edifici religiosi. La figura del ricco zio d'America è sovente presente nei racconti popolari.

### In Argentina
Durante il XIX secolo, numerosi ticinesi, in particolare dal Sottoceneri, parteciparono alla colonizzazione dell'Argentina e di altri paesi dell'America del Sud. Il viaggio con un bastimento a vela durava tre mesi. Più tardi, con un bastimento a motore, si arrivava a Buenos Aires in poco più di un mese.
I comuni e la Confederazione favorivano l'emigrazione. Un ufficio federale si occupava della sorte delle persone che partivano in cerca di una migliore fortuna. Ancora nel 1937, un sussidio era accordato alle famiglie che intendevano stabilirsi in Argentina. Bisognava anche proteggere gli emigrati dall'agire di certe agenzie di viaggio o compagnie di navigazione poco serie. Un console svizzero a Le Havre consigliava i partenti.
In Argentina i ticinesi trovarono un paese che vedeva il numero di stranieri quintuplicare in 26 anni (1869-1895). Le condizioni di vita non erano facili con lo scoppio di epidemie (febbre gialla nel 1871, colera nel 1874), instabilità politica, guerre civili e deprezzamento della moneta. Delle società di mutuo soccorso furono create per aiutare i connazionali nel bisogno. La Società filantropica svizzera di Buenos Aires, fondata nel 1861, aveva 190 aderenti e si occupava dei ticinesi malati o senza denaro.
Gli emigrati ticinesi risiedono in maggioranza nelle località argentine. Le colonie agricole svizzere sono formate di vallesani e friborghesi.
Il tentativo di colonizzazione agricola del bleniese Mosè Bertoni fu un esperimento scientifico e sociale interessante ma economicamente fallimentare.
Nel settore edile, i ticinesi erano muratori, marmisti, carpentieri, gessatori, tagliapietra, capomastri e architetti. Nel commercio troviamo commercianti, albergatori, industriali e banchieri. Nelle professioni liberali, i ticinesi sono medici, farmacisti, ingegneri, avvocati, insegnanti. Nel libro di Pedrazzini le carriere professionali e politiche dei ticinesi emigrati nell'America del Sud sono descritte in modo dettagliato. Le dinastie dei Bernasconi, Chiesa, de Marchi, Matti, Pellegrini, Soldati e Quadri hanno giocato un ruolo importante nell'attività economica e anche politica dell'Argentina.
Accanto agli emigrati qualificati troviamo naturalmente tutte le altre professioni tipiche dei ticinesi dell'Ottocento (spazzacamini, ramai, facchini, vaccai e camerieri).
L'Argentina favoriva l'immigrazione e aveva anche aperto un consolato a Bellinzona. I colpi di stato e le guerre civili scoraggiarono però l'emigrazione nell'America del Sud.
L'emigrata ticinese la più famosa è la poetessa Alfonsina Storni che aveva quattro anni quando i suoi genitori si trasferiscono in Argentina. Il suo padre aveva aperto una fabbrica di birra a San Juan e più tardi una trattoria a Rosario.
I ticinesi ritornati in patria dopo aver fatto fortuna costruiscono palazzi e partecipano all'industrializzazione del Sottoceneri. La lussuosa Villa Argentina a Mendrisio è stata costruita da Antonio Croci per Giovanni Bernasconi e la Villa Buenos Aires a Castel San Pietro è pure un risultato dell'emigrazione in quel paese.
A partire dal 1869 e fino al 1892, diverse centinaia di ticinesi partivano ogni anno per l'America del Sud. Pedrazzini riporta i nomi di 6470 ticinesi emigrati in Argentina, secondo i registri consolari e gli archivi privati, e il loro comune di origine. Questo autore, che fu presidente della Società filantropica svizzera di Buenos Aires, stima che l'emigrazione è stata favorevole per il 10% delle persone, indifferente per il 50% e negativa per il 40%.
La seconda generazione degli emigrati ha fin dalla nascita la nazionalità argentina e non parla più l'italiano. A volte il nome è modificato per facilitare la pronuncia. Dopo la seconda guerra mondiale l'emigrazione è cessata e i membri delle società patriottiche sono sempre meno numerosi.

### In Australia
La corsa all'oro australiano è cominciata alcuni anni dopo quella dell'oro californiano (1851). La scoperta dell'oro nello stato di Victoria ha spinto decine di migliaia di europei e di ticinesi in Australia.
I primi ticinesi emigrati in Australia fanno rapidamente fortuna e ciò induce molti altri a rendersi in quel paese. Il viaggio durava fino a cinque mesi ed era pericoloso. Più tardi, con la costruzione di transatlantici a vapore il tempo trascorso in mare diminuì e la sicurezza aumentò.
In Australia bisognava pagare una tassa per avere il diritto di cercare l'oro in un posto ben delimitato. I cercatori non erano contenti di questa tassa anticipata e nel 1854 ci fu una rivolta con alcuni morti.
Il lavoro era molto duro. Si doveva scavare con picchi e badili e portare alla superficie tutto il materiale di scarico. Lo scoraggiamento era frequente e molti ticinesi sono ritornati in patria più poveri di prima. Nel 1863 il commissario del distretto di Lugano scoraggia il viaggio in Australia.
Tra il 1850 e il 1860 circa 2300 ticinesi, quasi esclusivamente dal Sopraceneri, si recarono in Australia. Si calcola che un terzo restarono definitivamente in questo paese ma dovettero cercare un'altra occupazione (agricoltori, viticoltori, negozianti, albergatori). L'integrazione nella società australiana non fu facile ma la seconda generazione non parlava più il dialetto ticinese e i legami con il Ticino si limitavano ad un breve soggiorno durante una visita in Europa .

## OltreconfiniTi, il portale ufficiale dedicato all'emigrazione ticinese
Il primo agosto 2013 il Governo ticinese ha lanciato OltreconfiniTi, piattaforma ufficiale dedicata all'emigrazione. Il portale raccoglie i profili di numerosi emigranti di ieri e di oggi con approfondimenti, interviste e contenuti inediti. Inoltre, funge anche da banca dati con centinaia di articoli, servizi radiofonici e documentari televisivi dedicati alla diaspora. Una sezione è infine rivolta a chi vuole partire o tornare in Ticino, con una serie di schede e dossier rivolti a studenti e professionisti.